# Malquià
Malquià (en hebreu מלכיה, Malkiya) és un quibuts que pertany al consell regional de l'Alta Galilea. Es troba entre Qiryat Xemonà i Safed, al nord d'Israel. Hi viuen al voltant de 450 persones, de les quals unes 150 són nens i nenes.
Fou fundat l'any 1949 per veterans de la guerra araboisraeliana de 1948. Part dels límits del quibuts fan de frontera amb el Líban, i molt a prop hi ha una base militar israeliana i un pas fronterer. La proximitat amb el Líban fa que el quibuts hagi estat diversos cops objecte d'atacs violents des de l'altra banda de la frontera.
L'activitat econòmica del quibuts se centra en l'agricultura (cultiu de vinya, kiwis, pomes, prunes, etc.) i en el turisme rural.
Dintre del quibuts hi ha les restes arqueològiques de Tel Quèdeix, entre les quals s'hi compta un mur de tova de 5.000 anys d'antiguitat i un temple romà del segle iii. També s'hi trobà una premsa de vi de l'època romana d'Orient d'uns 1.500 anys d'antiguitat.